# Annie van de Ruit
Johanna Magdalena Cornelia Annie van de Ruit (geboren 27. Dezember 1904 in Den Haag; gestorben 8. September 1992 ebenda) war eine niederländische Malerin, Illustratorin und Zeichnerin.

## Leben
Annie van de Ruit wurde am 27. Dezember 1904 in Den Haag geboren. Sie war die Tochter des Anstreichers Johannes Frederik Lodewijk van de Ruit und der Louisa Wilhelmina Cornelia de Zeeuw. Ihr Vater betrieb ein Malergeschäft im Rotlichtviertel von Den Haag. Er arbeitete auch als Maler und Restaurator und verkehrte in den Künstlerkreisen von Den Haag.
Ausgebildet wurde Annie van de Ruit zunächst von ihrem Vater, dann besuchte sie Kurse und nahm Unterricht beim Maler und Illustrator Pol Dom. Danach war sie als Illustratorin, Malerin und Zeichnerin tätig. Sie fertigte Tierdarstellungen, Stillleben und Porträts.
Früh begann sie als Zeichnerin zu arbeiten und trat als außerordentliches Mitglied der Malervereinigung Pulchri Studio bei. Sie stellte mehrfach aus, auch mit der Schilderessenvereniging ODIS, bei der sie ebenfalls Mitglied war. Für ihre Zeichnung eines Mischlingshundes erhielt sie in den 1950er Jahren den Jacob-Maris-Preis der Stadt Den Haag.
Van de Ruit heiratete 1951 Nico Bijl, der zehn Jahre jünger als sie war und zusammen mit seinen Brüdern ein Klempnerunternehmen führte. Nach der Hochzeit zog sie bei ihren Eltern aus und sie bezogen ein Haus in einem der besseren Viertel von Den Haag. Bijl starb 1986, er war für Van de Ruit eine große Stütze, zumal sie, als sie älter wurde, an Demenz litt. Das gemeinsame Haus wurde nach dem Tod ihres Mannes geräumt. Auch kam es dazu, dass die Signaturen unter einigen ihrer Werke entfernt wurden und durch die imitierte Signatur berühmter Künstler wie Pol Dom, Isidorus van Mens, Willy Sluiter und Piet van der Hem ersetzt wurden. Annie van de Ruit zog in ein Pflegeheim und starb am 8. September 1992.

## Werk
Ihr Vater Jan van de Ruit fragte beim Haagsche Courant im Juni 1923 an, ob seine Tochter einige Federzeichnungen und illustrierte Anekdoten zeigen dürfe. Annie van de Ruit war zu dem Zeitpunkt 18 Jahre alt, und nachdem sie ihre Werke dort vorgestellt hatte, wurde sie zu einer der regelmäßigen Mitarbeiterinnen der Zeitung. Schon im Jahr 1923 zeichnete sie Karikaturen für die Sonntagsausgabe. Daneben illustrierte sie Kinderbücher, hauptsächlich für die Verlage Kluitman, Callenbach und Meinema. Van de Ruit signierte ihre Werke abwechselnd mit „Annie van de Ruit“, „Anni van de Ruit“ oder „Johanna van de Ruit“.
Sie illustrierte Werke der Autorinnen Linda Erics (Goudhaantje, 1927; Kermiskind, 1928) und Ida Keller (Uit verlies winst, 1931; Het hoogste goed, 1932; Het rijkste loon, 1935). Zudem zeichnete sie für weitere Autoren und Autorinnen wie Catharina Bronsveld (Toen de ster verschenen, 1935), D. Menkens-van der Spiegel (De N.V., 1936) und C.Th. Jongejan-de Groot (Deining in het dokterhuis, 1938). Für den Verlag Kluitman illustrierte sie Bücher für ältere Mädchen von Autorinnen wie Jenny IJsselstein (Nora in Amerika, 1928; Cora en Imp naar de wintersport, 1929) und Ems I.H. van Soest (De Pauw, 1930; Op den achtergrond, 1931; Het Bergkoninginetje, 1934). Annie van de Ruit zeigte dabei eine Vorliebe für das Alltägliche und Provokative.
Für die Monatszeitschrift Moeder arbeitete sie ebenfalls mehrere Jahre. Dort illustrierte sie Serien und Artikel. Thema der Zeitschrift war die Beziehung zwischen Mutter und Kind, wobei von Van de Ruis Bemerkungen bekannt sind, dass sie Kinder nicht mögen würde. Dennoch zeichnete sie ansprechende und zarte Kinderporträts und niedliche kleine Mädchen. Auch für weitere Zeitschriften war sie tätig und sie war auf ihre Illustrationen stolz. Sie sammelte alle Bücher, die sie illustriert hatte, und bewahrte sie in einem eigenen Schrank auf. Später jedoch bedauerte sie, sich nicht früher als freie Malerin betätigt zu haben, und nach 1945 illustrierte sie keine weiteren Bücher. Ihre Illustrationen wurden sehr geschätzt und positiv rezensiert.
Auch die Gemälde, die sie später schuf, wurden gut rezensiert. Hanny Renaeman stellte 1974 fest, dass in ihren Bildern ihr Hintergrund als Illustratorin zu erkennen sei, bei denen sie Zeichnungsskizzen schuf, von denen das Material nur Ölfarbe wäre. In ihrer letzten Ausstellung im Jahr 1978, in der sie hauptsächlich Stillleben zeigte, wurde ihr Werk als solide bürgerlich eingeschätzt.